# Hino da Carta

A bandeira portuguesa constitucional (1830-1910), que juntamente com o Hino da Carta, fez parte dos símbolos constitucionais do Reino de Portugal.

O Hino da Carta (Hymno da Carta na grafia antiga) foi o hino nacional do Reino de Portugal entre maio de 1834 e outubro de 1910. Escrito pelo então Príncipe Real, D. Pedro - futuro rei de Portugal - no Brasil, em 1821, ficou associado à Carta Constitucional que o próprio outorgou aos portugueses em 1826, sendo comumente considerado uma homenagem a ela, apesar de ter sido composto antes da promulgação da Constituição de 1822. Vigorou ao longo de todas as reformas da Constituição de 1826, assim como durante a segunda vigência da Carta de 1822 e a vigência da Constituição de 1838.
O hino generalizou-se com a denominação oficial de Hymno da Carta, tendo sido considerado oficialmente como Hymno Nacional, e por isso obrigatório em todas as solenidades públicas, a partir de sua oficialização por D. Maria II em maio de 1834.
Com a música do Hymno da Carta compuseram-se variadas obras de natureza popular (modas) ou dedicadas a acontecimentos e personalidades de relevo, identificando-se em pleno com a vida política e social dos últimos setenta anos da monarquia em Portugal.
Depois da implantação da República, em 5 de outubro de 1910, o Hino da Carta foi substituído pel'A Portuguesa como hino nacional português.
Alberto José Vieira Pacheco e Rui Magno Pinto realizaram uma análise musicológica do Hino da Carta, junto a outros hinos compostos por Pedro IV e seu mestre Marcos Portugal.

## Letra
Fonte: 